# Gaetano Baccani

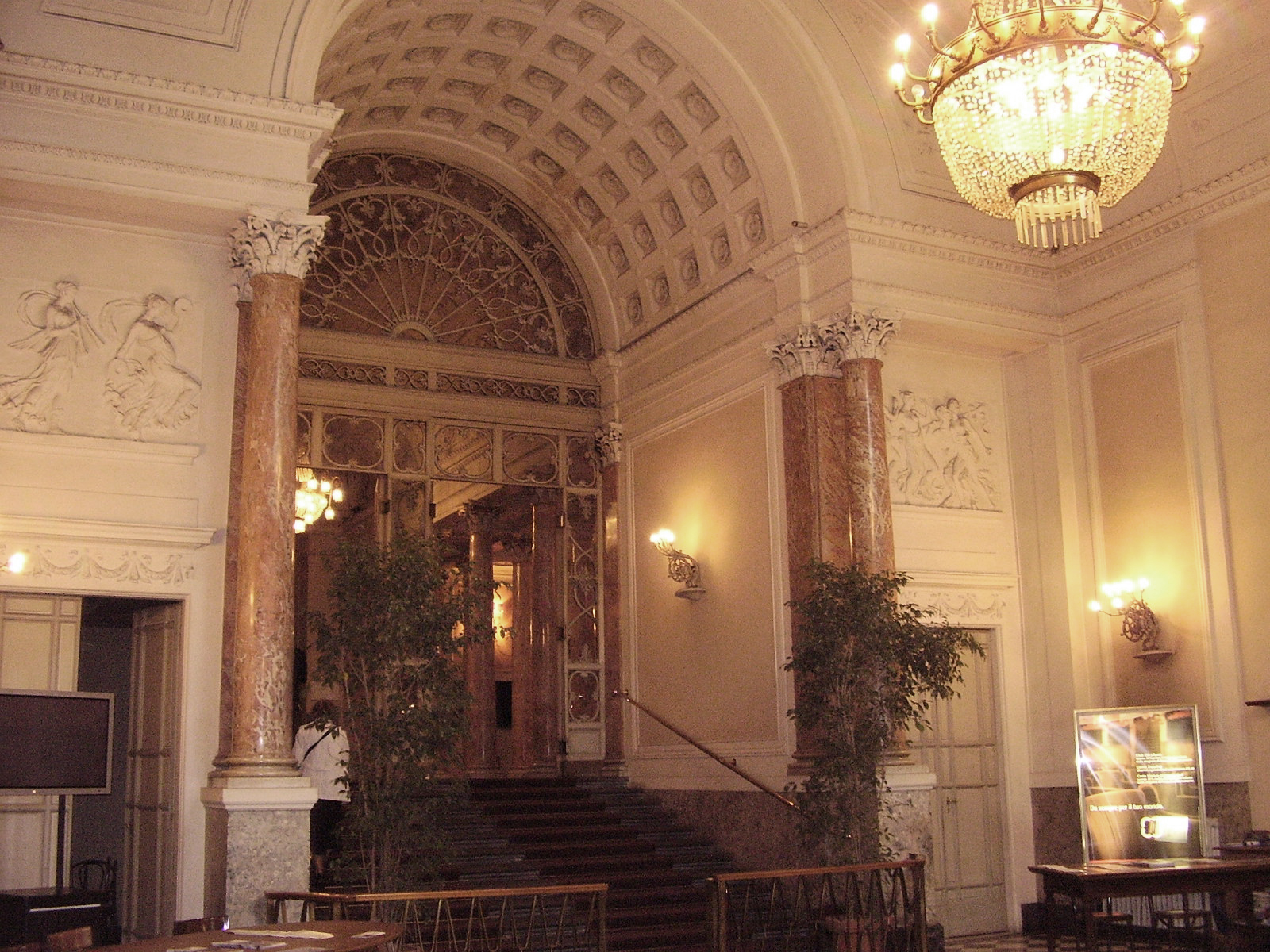
Théâtre de la pergola

Gaetano Baccani né le 6 mai 1792 à Florence et mort le 18 juin 1867 à Florence, était un architecte italien de l'école florentine, un des plus importants architectes toscans du XIXe siècle.

## Biographie
D'origine florentine, il se forme à l'Académie de Beaux Arts avec Gaspare Paoletti, et devient professeur en 1818, et ensuite Maestro de 1849 jusqu'à la fin de sa vie.
À cette charge s'ajoute, de 1824 à 1860, celle prestigieuse d'Architetto dellOpera del Duomo (la même que celle de Arnolfo di Cambio, de Giotto, de Francesco Talenti, de Bernardo Buontalenti…).
Dans toute son œuvre il promeut le style néoclassique, typique d'époque, en réalisant quelques édifices de grand prestige. Il usera du style néo-gothique pour certains monuments également.

## Œuvres
À Florence :
- projet du Palais Borghèse (1821) ;
- Palazzo dei Canonici, place du Dôme (1825-1830) ;
- monument et appareils funéraires pour la grande-duchesse Marie Anne Carolina de Sassonia à San Lorenzo (1832-1833) ;
- façade et le vestibule du Théâtre de la Pergola (1855) ;
- les restaurations neorimascimetali de San Lorenzo (1858-1860) ;
- nombreux palais privés, parmi lesquels :
  - le Casino Salviati in Borgo Pinti (1834),
  - le Palazzo Capponi in Via Giusti (1825)...

Près de sienne, à Frosini, Chiusdino, pour la famille Feroni, l'église de la Madonna du Buonconsiglio, y compris ses riches décorations intérieures.
En style néo-gothique :
- le Torrino du Jardin Torrigiani (1820) ;
- la restructuration interne de la cathédrale Santa Maria del Fiore ;
- la construction du clocher de la Basilique Santa Croce (projeté en 1842 et réalisé de 1847 à 1865) ;
- les agrandissements du Cimitero delle Porte Sante près de San Miniato al Monte (1859-1864), commencé par Niccolò Matas.

## Hommages
- Une plaque sur sa maison, place Santa Maria Novella, y commémore son séjour.

## Sources
- (it) Cet article est partiellement ou en totalité issu de l’article de Wikipédia en italien intitulé « Gaetano Baccani » (voir la liste des auteurs).